# دورایراجان بالاسبرمانیان
دورایراجان بالاسبرمانیان (انگلیسی: Dorairajan Balasubramanian؛ زادهٔ ۲۸ اوت ۱۹۳۹) شیمی‌فیزیک زیستی اهل هند است.
وی همچنین برندهٔ جوایزی همچون جایزه کالینگا شده‌است.

## زندگینامه
دورایراجان بالاسبرمانیان در ۲۸ اوت ۱۹۳۹ در تامیل‌نادو، هند به دنیا آمد. او تحصیلات خود را در مؤسسه علوم و فناوری بیرلا (BITS Pilani) به پایان رساند و دکترای خود را در زمینه شیمی‌فیزیک زیستی دریافت کرد.

### فعالیت‌های علمی
وی از سال ۱۹۶۵ به عنوان پژوهشگر در زمینه‌های زیر فعالیت داشته‌است:
- بیوشیمی چشم
- پروتئین‌های کریستالی
- ساختار پروتئین[۲]

## جوایز و افتخارات
بالاسبرمانیان در طول حیات علمی خود بیش از ۲۰ جایزه معتبر بین‌المللی دریافت کرده‌است:
| سال  | جایزه                      | اعطاکننده                      |
| ---- | -------------------------- | ------------------------------ |
| ۱۹۷۵ | جایزه شانتی سواروپ بهاتنگر | شورای تحقیقات علمی و صنعتی هند |
| ۱۹۸۶ | پادما شری                  | دولت هند                       |
| ۲۰۰۱ | جایزه کالینگا              | یونسکو                         |
| ۲۰۱۰ | نشان ملی لیاقت             | دولت هند                       |

## آثار علمی
بالاسبرمانیان بیش از ۲۰۰ مقاله علمی و چندین کتاب تألیف کرده‌است که برخی از مهم‌ترین آنها عبارتند از:
- The Eye Lens: Development, Proteins and Structure (1985)
- Biophysical Chemistry of Proteins (1992)
- Vision Research in India (2008)

## فعالیت‌های اجتماعی
وی علاوه بر فعالیت‌های علمی در زمینه‌های زیر نیز مشارکت داشته‌است:
- رئیس انجمن شیمی هند (1995-1997)
- عضو هیئت تحریریه مجله بین‌المللی بیوشیمی
- مشاور علمی دولت هند در پروژه‌های تحقیقاتی[۴]